# The Words Don't Fit the Picture
The Words Don't Fit the Picture è il quattordicesimo album in studio del cantante di musica country statunitense Willie Nelson, pubblicato nel 1972.

## Tracce
Tutte le tracce sono di Willie Nelson, eccetto dove indicato.

1. The Words Don't Fit the Picture
2. Good Hearted Woman (Nelson, Waylon Jennings)
3. Stay Away from Lonely Places (Nelson, Don Bowman)
4. Country Willie
5. London
6. One Step Beyond
7. My Kind of Girl
8. Will You Remember?
9. Rainy Day Blues
10. If You Really Loved Me